# Katedra greckoprawosławna św. Zofii w Londynie
Katedra św. Zofii lub katedra Mądrości Bożej (ang. The Greek Orthodox Cathedral of Saint Sophia, Greek Orthodox Cathedral of the Divine Wisdom) – greckoprawosławna katedra w Londynie, należąca do arcybiskupstwa Tiatyry i Wielkiej Brytanii Patriarchatu Konstantynopolitańskiego.
Wzniesienie świątyni miało związek ze wzrostem liczby Greków przebywających na stałe w stolicy Anglii. Istniejące do tej pory greckie kaplice prawosławne były zdecydowanie za małe dla wszystkich wiernych. W 1872 zawiązał się komitet budowy nowej świątyni złożony z Demetriosa Schilizzisa, Stavrosa Dilberoglu oraz Emmanuela Mavrocordatosa. Koszt inwestycji oszacowano na 50 tys. funtów, którą to sumę całkowicie pokryła grecka społeczność Londynu. Projekt w stylu bizantyjskim przygotował John Oldrid Scott, zaś prace budowlane zostały rozpoczęte w 1877 i trwały dwa lata. Gotową katedrę poświęcił 5 lutego 1882 Antoni (Hariatis), arcybiskup Korfu. Obiekt został wzniesiony z cegły, nakryty pojedynczą kopułą i nawiązuje do katedry Hagia Sophia. Wnętrze jest bogato zdobione mozaikami oraz ozdobami z marmuru.
Od 1922 sobór w Londynie jest katedrą arcybiskupstwa Thyatyry i Wielkiej Brytanii. Budynek został uszkodzony w czasie II wojny światowej, jednak poddano go następnie pieczołowitej rekonstrukcji.
Od 2006 przy katedrze działa muzeum, w którym eksponowane są zabytki greckiej sztuki sakralnej oraz dary przekazywane przez wiernych, zgromadzone przez cały okres istnienia parafii Patriarchatu Konstantynopolitańskiego w Londynie. W muzeum znajduje się również kamień węgielny położony pod budowę świątyni.